# 맛있게 드십시오
맛있게 드십시오(L'Aile Ou La Cuisse, The Wing And The Thigh)는 프랑스에서 제작된 끌로드 지디 감독의 1976년 코미디 영화이다. 루이스 드 푸네스 등이 주연으로 출연하였고 크리스찬 페크너 등이 제작에 참여하였다.

## 출연

### 주연
- 루이스 드 푸네스
- 콜루슈

### 조연
- 줄리안 귀오마르
- 클로드 겐색
- 조르쥬 샤마라
- 장 마틴
- 페르난드 구이엇
- 앙트완 마린
- 이베스 아퐁소
- 레이몬드 버지어즈
- 마르셀 달리오
- 비토리오 카프리올리
- 다니엘 랭그렛
- 마틴 라모테
- 폴 비스시글리아
- 로버트 롬바드

## 제작진
- 미술: 미쉘 드 브로인
- 의상: 자크 폰테레이